# José Milton Melgar
Pour les articles homonymes, voir Melgar.
José Milton Melgar (né le 20 septembre 1959  à Santa Cruz de la Sierra en Bolivie) est un footballeur bolivien qui évoluait au poste de milieu de terrain dans le club de The Strongest La Paz.
Il compte 89 sélections et 6 buts en équipe de Bolivie entre 1980 et 1997, ce qui en fait le troisième joueur bolivien le plus cappé de tous les temps, derrière Luis Héctor Cristaldo et Marco Sandy.

## Statistiques

### En sélection nationale
| Saison                | Sélection             | Phases finales        | Phases finales | Phases finales | Éliminatoires CDM | Éliminatoires CDM | Matchs amicaux | Matchs amicaux | Total | Total |
| Saison                | Sélection             | Compétition           | M              | B              | M                 | B                 | M              | B              | M     | B     |
| --------------------- | --------------------- | --------------------- | -------------- | -------------- | ----------------- | ----------------- | -------------- | -------------- | ----- | ----- |
| 1980-1981             | Bolivie               | -                     | -              | -              | 1                 | 0                 | 3              | 0              | 4     | 0     |
| 1982-1983             | Bolivie               | Copa América 1983     | 3              | 1              | -                 | -                 | 4              | 0              | 7     | 1     |
| 1984-1985             | Bolivie               | -                     | -              | -              | 4                 | 0                 | 2              | 0              | 6     | 0     |
| 1986-1987             | Bolivie               | Copa América 1987     | 1              | 0              | -                 | -                 | -              | -              | 1     | 0     |
| 1988-1989             | Bolivie               | Copa América 1989     | 4              | 0              | -                 | -                 | 2              | 0              | 6     | 0     |
| 1989-1990             | Bolivie               | -                     | -              | -              | 4                 | 1                 | -              | -              | 4     | 1     |
| 1990-1991             | Bolivie               | Copa América 1991     | 4              | 0              | -                 | -                 | 2              | 0              | 6     | 0     |
| 1992-1993             | Bolivie               | Copa América 1993     | 3              | 0              | 2                 | 0                 | 10             | 0              | 15    | 0     |
| 1993-1994             | Bolivie               | Coupe du monde 1994   | 3              | 0              | 6                 | 3                 | 10             | 0              | 19    | 3     |
| 1994-1995             | Bolivie               | Copa América 1995     | 4              | 0              | -                 | -                 | 6              | 1              | 10    | 1     |
| 1995-1996             | Bolivie               | -                     | -              | -              | -                 | -                 | 2              | 0              | 2     | 0     |
| 1996-1997             | Bolivie               | Copa América 1997     | 3              | 0              | 4                 | 0                 | 2              | 0              | 9     | 0     |
| Total sur la carrière | Total sur la carrière | Total sur la carrière | 25             | 1              | 21                | 4                 | 43             | 1              | 89    | 6     |